# جيمس فولتون (سياسي)
جيمس فولتون هو سياسي كندي، ولد في 22 يناير 1950، وتوفي في 21 ديسمبر 2008 بسبب سرطان القولون. انتخب عضو مجلس العموم الكندي.